# Nymphomaniac Director's Cut
|  | Denne artikel er oprettet af botten PalnaBot ud fra en ekstern database. Den kan derfor have sproglige fejl eller mangler. Denne skabelon kan fjernes efter kontrol af indholdet. |

Nymphomaniac Director's Cut er en film instrueret af Lars von Trier efter manuskript af Lars von Trier.
Filmen er en director's cut-version af Nymphomaniac.

## Handling
Den ældre charmerende ungkarl Seligman finder en kold vinteraften Joe tævet til ukendelighed i en gyde. Han tager hende med hjem for at pleje hende, mens han spørger ind til hendes liv. Han lytter intenst, imens Joe igennem de næste otte kapitler fortæller sin overdådige og saftige livshistorie med mange facetter og rig på associationer og pludselige indskydelser.